# Ludwig Peter Kowalski
Ludwig Peter Kowalski (* 1. August 1891 in Königshütte (Oberschlesien); † 5. Juli 1967 in Berlin) war ein deutscher Maler. Er schuf die Rundfenster in der Berliner Kaiser-Friedrich-Gedächtniskirche. Er war künstlerischer Weggefährte und enger Freund des Expressionisten Otto Mueller.

## Leben
Kowalski studierte an der Akademie für Kunst und Kunstgewerbe in Breslau unter Hans Poelzig. 1914 bis 1918 diente er als Frontsoldat im Ersten Weltkrieg. Danach unternahm er mehrere Studienreisen nach Italien, die ihn persönlich und künstlerisch stark geprägt haben. Seit 1927 war Kowalski an der Handwerker- und Kunstgewerbeschule Breslau tätig, zunächst als Leiter des Aktsaals und später als Leiter der Malereiabteilung, offiziell auch als Studienabteilung bezeichnet. 1934 wurde er von den Nationalsozialisten als unerwünscht entlassen. 1945 floh er aus Breslau und büßte dabei sein künstlerisches Werk ein. Seit 1949 lebte Kowalski in Berlin. Hier entstanden Glasfenster und andere großformatige Glaskunstwerke.
Ludwig Peter Kowalski war Mitglied im Künstlerbund Schlesien, seit 1928 im Deutschen Künstlerbund und seit 1926 in der Gruppe 1922 zusammen mit dem Expressionisten Otto Mueller.

## Werke
Sein künstlerisches Werk umfasst Porträts, Stillleben, Landschaften und Stadtimpressionen. Hervorzuheben sind seine Aquarelle, die sich u. a. in der Galerie des 20. Jahrhunderts in Berlin befinden. Im Mittelpunkt der zwei letzten Dekaden seines Lebens stehen seine Glaskunstwerke. Er schuf die Glasfenster im Sitzungssaal des Bundeshauses Berlin, sowie die fünf Rundfenster in der Kaiser-Friedrich-Gedächtniskirche. Weitere Werke in Berlin waren eine Glasschliffwand im Foyer des Schillertheaters, Fenster in St. Rita, der Luisenkirche, Herz-Jesu-Kirche, St. Elisabeth, St. Ansgar und im Wilhelm-Weskamm-Haus, sowie die farbige Glaswand in der Deutschen Heimat des Ostens.

## Zitate
„Seine monumentale, figuren- und ornamentreiche Fensterwand im Foyer des Berliner Schillertheaters gibt dem Raum seine große festliche Heiterkeit.“ (Hugo Hartung, Zeitschrift „Schlesien“, Jahrgang 12, 1967) – „... Aquarelle von erlesener Schönheit und der vegetative Zauber seiner Blumenstücke, bis zu den vielen Mädchen- und Frauenakten, die in Haltung und Gebärde eine unnennbar keusche Anmut besitzen.“ (ebda.)